# USS Independence (CV-62)
USS Independence (CV-62) byla letadlová loď Námořnictva Spojených států, která působila ve službě v letech 1959–1998. Jedná se o čtvrtou a poslední jednotku třídy Forrestal. Postavena a zařazena byla jako útočná letadlová loď s označením CVA-62, v roce 1973 byla překlasifikována na víceúčelovou letadlovou loď CV-62.
Její stavba byla zahájena 1. července 1955 v loděnici New York Navy Yard v New Yorku. K jejímu spuštění na vodu došlo 6. června 1958, do služby byla zařazena 10. ledna 1959. Během své služby se zúčastnila např. operací během války ve Vietnamu, prováděla letecké údery proti syrským silám v libanonské občanské válce a podílela se na operaci Southern Watch, při níž pomáhala vytvářet bezletovou zónu nad jižním Irákem. Ze služby byla vyřazena 30. září 1998, z rejstříku námořních plavidel byla vyškrtnuta v roce 2004 a zůstala odstavena. V roce 2017 byla odtažena k sešrotování.